# Михай Сіладі
Михай Сіладі (угор. Szilágyi Mihály, бл. 1400 — 1493) — державний і військовий діяч Угорського королівства.

## Життєпис
Походив з впливового угорського шляхетського роду Сіладі. Син Ласло Сіладі, капітана Шребреника, і Каталіни Бельяні. Народився близько 1400 року.
Першою відомою посадою Михая Сіладі став ішпан жупи Торонтал. У 1444 році брав участь у битві під Варною і 1448 року на Корсовому полі.
Піднесенню кар'єри сприяло посилення його шварга Яноша Гуняді. У 1456 році Михай Сіладі призначається капітаном фортеці Нандорфехервар в Сербії. В тому ж році відзначився під час її облоги османським військом. 1457 року призначено баном Мачви, де здобув підтримку сербської шляхти та став загрозою для турків.
У 1457 році після страти небожа Ласло Гуняді виступив проти короля Ласло V Габсбурга. На бік Сіладі перейшла значна частина шляхти Трансильванії та Верхньої Угорщини. Водночас біля Нандорфехервару завдав поразки османам, але невдовзі ледь не загинув, потрапивши в пастку сербського деспота Лазаря Бранковича, в якій загинув його брат Ласло Сіладі. У відповідь Михай Сіладі зібрав нові війська, що змусили сербів повернутися за Дунай.
У січні 1458 року з 15-тисячним ополченням прибув на збори в Ракошмезе і примусив землевласників-баронів затвердити іншого небожа Матяша Гуняді королем Угорщини і Хорватії. оскільки той перебував в полоні Празі, то Михая Сіладібуло оголошено регентом держави на 5 років.
1458 року після звільнення Матяша вступив у протистояння з естергомським архієпископом Яношем Вітезом за вплив у державі. Зрештою Вітез за підтримки магнатів здолав Сіладі. Невдовзі спільно з Ласло Гараї організував змову проти короля, проте невдало. У жовтні 1458 року схоплено й запроторено до фортеці Вілагош. Король віддав наказ про страту Міхая Сіладі, але через втручання папи римського Пія II помилував свого вуйка.
У серпні 1459 року Міхай Сіладі був звільнений своїми прихильниками з тюремного ув'язнення. У вересні того ж року замирився з королем. призначивши його воєводою Трансільванії і командувачем (надкапітаном) угорськими військами на південному кордоні королівства. У новому званні Міхай Сіладьї зміцнив фортеці на південь від Дунаю і здобув перемогу на турками-османами. 1460 року у битві біля Базіаша в битві проти османського війська на чолі із Алі-беєм Міхалоглу, потрапивши у полон. Його доправлено було до Стамбула, де тортурами намагалися дізнатися слабкі місця фортеці Нандорфехервар. Після відмови Михая Сіладі було страчено.

## Родина
Дружина — Маргит, донька Іштвана Баторі, королівського судді.
Дітей не було.